# Congrès national d'initiative démocratique
Pour les articles homonymes, voir CNID et Congrès (homonymie).
Le Congrès national d'initiative démocratique (Cnid, « Faso yiriwa ton » en bambara) est un parti politique malien fondé en 1990 et dirigé par Mountaga Tall. Son emblème est un soleil levant.

## Histoire

### 1990-1991 le Cnid, association politique opposée à Moussa Traoré
Le 18 octobre 1990 l’association baptisée Comité national d'initiative démocratique est créée à Bamako par Mountaga Tall et Demba Diallo. Cette association est la première organisation à agir à visage découvert pour demander l’instauration du multipartisme au Mali et lutter contre le régime autoritaire de Moussa Traoré. Elle est bientôt rejointe par l’Association pour la démocratie au Mali (Adema) créée une semaine plus tard.
Très rapidement, elle tente de mobiliser la population. Ainsi, elle organise une  manifestation pacifique qui réunit 10 000 personnes à Bamako le 10 décembre 1990 et coorganise la manifestation unitaire du 30 décembre 1990 qui rassemble  de 30 000 à 50 000 personnes dans les rues de Bamako,. D’autres manifestations vont se dérouler, malgré l’interdiction prononcée par les autorités, le 18 janvier 1991 à Bamako et le 19 janvier 1991 à Ségou. Mountaga Tall est blessé par un tir de grenade lacrymogène lors de la manifestation bamakoise. 
Le pouvoir interdit les activités du Cnid à partir de 18 janvier 1991. 
Le 3 mars 1991, une nouvelle marche est organisée par les deux associations rejointes par l’Association pour la justice, la démocratie et le progrès (AJDP) et la Jeunesse libre et démocratique (JLD). Le 17 mars 1991, l’Adema, le Cnid et l’Association des élèves et étudiants du Mali (AEEM) organisent  une marche silencieuse en souvenir de Cabral, leader étudiant assassiné le 17 mars 1980. 
Le 22 mars 1991, le Comité de coordination des associations et des organisations démocratiques, communément appelé Mouvement démocratique est créé. Le Cnid en fait partie avec l’Adema, l’AJDP, le JLD, l’Union nationale des travailleurs du Mali (UNTM), l’Association malienne des droits de l'homme (AMDH), l’AEEM et le barreau.
Le 26 mars 1991, alors que des manifestations violemment réprimées se succèdent, le lieutenant-colonel Amadou Toumani Touré arrête Moussa Traoré.
Le Cnid participe à la concertation nationale en vue d’établir une nouvelle constitution.

### 1992-2002 le Cnid, un parti dans l’opposition
Après la chute de Moussa Traoré le 26 mars 1991, un congrès constitutif transforme le Cnid en parti politique, qui devient le 25e parti politique déclaré le 6 juin 1991.
En 1992, aux premières élections législatives, le Cnid n’obtient que 9 députés sur 116 et à l’élection présidentielle son candidat Mountaga Tall obtient 11,41 % des voix et arrive en troisième position. L’Alliance pour la démocratie au Mali-Parti africain pour la solidarité et la justice et son candidat Alpha Oumar Konaré remportent ces élections. Le Cnid se positionne dans l’opposition.
En 1995, des militants conduits par Tiébilé Dramé quitte le CNID pour fonder le Parti pour la renaissance nationale (PARENA) .
En octobre 1996, le Cnid rejoint la coalition de partis d’opposition le Rassemblement des forces patriotiques (RFP).
Les élections législatives organisées le 13 avril 1997 se déroulent dans la confusion, en raison notamment de l’absence de listes électorales fiables. Le Cnid demande avec les autres partis de l’opposition l’annulation du scrutin (accordée par la Cour constitutionnelle et la suspension du processus électoral. Le Cnid boycotte l’élection présidentielle et les élections législatives qui suivent. 
Le 10 août 1997, lors d’un meeting organisé à Bamako par l’opposition, un policier est lynché à mort. Dix responsables de l’opposition dont Me Mountaga Tall, président du CNID et Fanta Diarra, présidente des femmes du CNID sont alors arrêtés et inculpés de violence et voies de fait ayant entraîné la mort d'une personne".

### Depuis 2002, un soutien au président Amadou Toumani Touré
En 2002, à l’élection présidentielle, Mountaga Tall a obtenu 3,77 % des voix au premier tour. Au second tour, le Cnid soutien Amadou Toumani Touré.
Aux élections législatives du mois d’août, il fait alliance avec le Rassemblement pour le Mali et le Mouvement patriotique pour le renouveau au sein de la coalition « Espoir 2002 » et obtient 13 députés.
Le Cnid est représenté au sein du Gouvernement d'Ahmed Mohamed ag Hamani du 16 octobre 2002  par son secrétaire général N’Diaye Bah, ministre de l’Artisanat et du Tourisme, reconduit au même poste dans le Gouvernement d'Ousmane Issoufi Maïga du 2 mai 2004.
Pour l’élection présidentielle de 2007, le Cnid apporte son soutien au président sortant Amadou Toumani Touré dès le premier tour.
Aux élections législatives, le Cnid obtient 7 députés.
N’Diaye Bah est nommé ministre de l’Artisanat et du Tourisme dans le Gouvernement de Modibo Sidibé du 3 octobre 2007 et reconduit à ce poste dans le Gouvernement de Modibo Sidibé du 9 avril 2009.

## Résultats électoraux
| Année | Élection                           | Scores et observations                                                                                    |
| ----- | ---------------------------------- | --- |
| 1992  | Élections municipales              | 97 conseillers (sur 749)                                                                                  |
| 1992  | Élections législatives             | 9 députés sur 116                                                                                         |
| 1992  | Élection présidentielle            | 1er tour : Mountaga Tall 11,41 %                                                                          |
| 1997  | Élection présidentielle            | a boycotté l’élection                                                                                     |
| 1997  | Élections législatives             | a boycotté les élections                                                                                  |
| 1998  | Élections communales               | |
| 1999  | Élections communales               | |
| 2002  | Élection présidentielle            | Premier tour : Mountaga Tall 3,77 %                                                                       |
| 2002  | Élections législatives             | 13 députés, au sein de la coalition Espoir 2002                                                           |
| 2004  | Élections communales               | 5 maires (sur 703)                                                                                        |
| 2007  | Élection des conseillers nationaux | 4 (sur 75)                                                                                                |
| 2007  | Élection présidentielle            | Membre de l’Alliance pour la démocratie et le progrès qui a soutenu la candidature d’Amadou Toumani Touré |
| 2007  | Élections législatives             | 7 (sur 147)                                                                                               |
| 2009  | Élections communales               | 529 conseillers                                                                                           |